# Борозєнцев Леонід Леонідович
Леоні́д Леоні́дович Борозє́нцев нар. 1971, м. Вінниця, Вінницька область — адепт «російського світу» в Україні, поет, слем

## Біографія
Народився 4 березня 1971 р. і проживає у Вінниці. Випускник Вінницького державного педагогічного університету імені Михайла Коцюбинського за фахом «філологія».
Голова Вінницької обласної організації Всеукраїнської творчої спілки «Конгрес літераторів України»  один з кураторів громадської ініціативи «Вінницький Дім поета».Очолює вінницькі осередки організацій «Рускоє Двіженіє України», «Рускоє собраніє».

## Літературна діяльність
Творчі здобутки на початку 90-х років XX століття пов'язані з вінницьким літературним об'єднанням «Сучасник». Починає друкувати вірші у регіональній пресі під псевдонімом «Леонід Пирогович», втім, вже на початку ХХІ ст. — під власним ім'ям. Співпрацює з газетами «Камертон», «Резонанс», «Поле литературное», видавництвом «Континент-ПРИМ». Виступає ініціатором створення у Вінниці поетичної групи «Лірики Transcendent'a» (2003), публікації колективних видань.
З 2003 р. — учасник багатьох літературних фестивалів поезії, у тому числі міжнародного рівня, таких як «Київські Лаври» (2006—2012 рр.), Міжнародний Волошинський фестиваль поезії в Коктебелі (2009—2012 рр.), поетичний фестиваль «Каштановий Дім» (Київ, 2006—2012 рр.), Міжнародний бардівський зліт «Тетянин День» (Вентспілс, 2001 р.).
Дипломант Всеукраїнського фестивалю поезії «Еліта-2006» (Луганськ), фестивалю авторської пісні та пісенної поезії ім. Довлета Кєлова «Острів» (Київ, 2010, 2011).
Лауреат і переможець низки міжнародних та всеукраїнських фестивалів, серед яких — Міжнародний фестиваль поезії в Ялті «Сінані Фест» (2007), Міжнародний літературний фестиваль ім. Наталії Хаткіної «Cambala — 2010» (Донецьк), Міжнародний фестиваль літератури і культури «Слов'янські Традиції» (АР Крим, 2012), Міжнародний фестиваль літературних альманахів «Редкая птица» (Дніпропетровськ, 2013).
На Міжнародному літературному конкурсі «Согласование времён» (Німеччина, 2010) його вірші стали вважатися одними з найкращих.
Куратор майданчиків на всеукраїнських та міжнародних поетичних фестивалях «Літаючий дах» (Черкаси, 2005, 2006, 2008, 2010), «Сінані Фест» (Ялта, 2007, 2008), «Відкритий доступ» (Запоріжжя, 2007), «Крик на лужайке» (Дніпропетровськ, 2008), «ТА-НЕ-НА-ДО» (Дніпропетровськ, 2011), «ЛАВ in fest» (Харків, 2011), «Ватерлиния» (Миколаїв, 2011), «Ан Т-Р-Акт» (Херсон, 2009—2012 рр.), «Сила Вітру» (Зоринськ Луганської області, Дніпропетровськ, Кривий Ріг, Вінниця, Сімферополь, Донецьк, Луганськ, Київ, 2010—2013 рр.), «Каштановий Дім» (Київ, 2009—2012 рр.), «Київські Лаври» (2011), «Волошинський фестиваль» в Коктебелі (2010—2012 рр.), "Слов'янські Традиції (АР Крим, 2012).
Працював у складі журі поетичних фестивалів та конкурсів «Пушкінское кольцо» (Черкаси, 2006), «Многоточие» (Бахчисарай, 2011), «АВАЛгард» (Харків, 2011), Міжнародного літературного конкурсу «Согласование времен» (Німеччина, 2011), Всеукраїнського літературного конкурсу «Каплантида» (Київ, 2012).
З 2001 р. — в команді організаторів на Поділлі щорічного всеукраїнського конкурсу одного вірша «Малахітовий носоріг», з 2006 р. — Всеукраїнського фестивалю поезії «Підкова Пегаса». Учасник семінару творчої молоді  видавництва «Смолоскип» у Ворзелі (2010), І та ІІ трансцендентальних читань у Канаві (2010, 2011 рр.). Перебував у складі редакційних колегій літературних газет «Поле литературное», «ЛІТТЕРРА». Редактор регіональних альманахів поезій «Полярник літературний» (1999), «Маскарад» (2004), журналу «Сетеариум» (2015). Один із засновників і адміністраторів (2008—2011 рр.) літературного Інтернет-порталу «ЛІТФЕСТ».
Лауреат Подільської літературно-мистецької премії «Кришталева вишня» (2007), літературної премії ім. В.Сосюри (2013), премії ім. Юрія Каплана (2013). Почесне звання «Прапороносець Голів Земної кулі» (Знаменосец Председателей Земного шара) (2014).

## Твори
Л. Борозєнцев — автор трьох російськомовних книжок поезій:
- «Холодный рубеж» (Київ: Generation P, 2000);
- «Листополь» (Вінниця: Континент-ПРИМ, 2007) (ISBN 978-966-516-255-1);
- «Монгольфьеры» (Вінниця: ТОВ «Нілан-ЛТД», 2015) (ISBN 978-966-924-145-0).

Він один з шести авторів і редактор поетичних збірок групи «Лірики Transcendent'a»:
- «Ключи» (Вінниця: Континент-ПРИМ, 2005) (ISBN 966-516-219-5)[8];
- «Книга Лирики» (Вінниця: Нілан-ЛТД, 2013) (ISBN 978-966-2770-36-0)[9].

Друкується в періодичних виданнях України, Німеччини, Росії, США.
Його твори надруковані в антологіях: «Антологія сучасної новелістики та лірики України» (Канів, 2005), «Украина. Русская поэзия. ХХ век» (Київ, 2008), «Поезія третього тисячоліття» (Німеччина, 2012). у багатьох колективних збірках та альманахах, серед яких — «Листья» (Остін, США, 2007), «Согласование времен» (Німеччина, 2010), «Каштановый Дом» (Київ, 2006, 2010, 2012), «Радуга» (Київ, 2011), «Взмах крыла» (Вінниця, 2003), «Вінницький край» (Вінниця, 2004, 2012), «Провинция» (Запоріжжя, 2006 та 2009), «Харківський міст» (Харків, 2010), «Стых» (Дніпропетровськ, 2009), «Давление света» (Луганськ, 2007), «Свой вариант» (Луганськ, 2011, 2012), «Донецкий счет» (Донецьк, 2011), «Степ» (Херсон, 2010), «Ощущение полета» (Луганськ, 2011), «ЛитЭра» (Симферополь, 2013); в літературних газетах — «Российский писатель», «Литературная газета»; в інтернет журналах — «Ступени», «Ликбез» та ін.
Творчість широко представлена у мережі Інтернет, зокрема, на літературних порталах: «Поезія та авторська пісня України» [Архівовано 4 грудня 2013 у Wayback Machine.];
Литературно-художественный журнал «Новая литература»[недоступне посилання з червня 2019];
"Стихи. Про: Школа поэзии «Стихира»;
«Литсовет» [Архівовано 5 грудня 2013 у Wayback Machine.];
Рифма. Ру [Архівовано 5 листопада 2013 у Wayback Machine.].